# کلاهی برای باران
کلاهی برای باران نام فیلمی با بازی رضا عطاران و سید جواد رضویان به کارگردانی مسعود نوابی محصول سال ۱۳۸۵ است.

## خلاصه داستان
ابی (رضا عطاران) و جلال (سیدجواد رضویان) برای دزدی وارد خانه‌ای می‌شوند. ابی در جریان دزدی متوجه حضور باران (حدیث فولادوند) و مادرش در خانه می‌شود. او هنگام خروج متوجه خودکشی باران به علت شکست عشقی در برابر پیروز می‌شود و …